# Сухина, Станислав Валерьевич
Станисла́в Вале́рьевич Сухи́на (род. 16 августа 1968, Черкассы) — российский футболист (защитник), футбольный судья и футбольный функционер.

## Биография
Судейскую карьеру начал в 1995 году. Судья ФИФА II группы. Инспектор УЕФА. Матчи высшего дивизиона России судил с 2001 по 2012 год. В 2007 году занял третье место в конкурсе газеты «Спорт-Экспресс» «Золотая мантия». Окончил Институт физической культуры (Малаховка). Старший преподаватель кафедры теории и методики футбола и хоккея МГАФК. Владеет английским языком.
После завершения карьеры судьи — инспектор матчей чемпионата России. В 2013—2016 годах — заместитель главы департамента судейства и инспектирования РФС. С февраля 2017 по июнь 2021 года — начальник команды московского «Локомотива». С 8 августа по 3 ноября 2021 года — начальник команды «Велес». С 10 января 2022 по сентябрь 2023 года — начальник команды «Факел».

## Выступления
- Дублирующий состав днепропетровского «Днепра» (1985)
- «Авангард» Коломна (1989)
- «Сатурн» Раменское (1990)
- «Гигант» Воскресенск (1994)

## Судейская карьера
- Третий дивизион России: 1996 (помощник судьи, главный судья)
- Второй дивизион России: 1997 (помощник судьи, главный судья)
- Первый дивизион России: 1998 (помощник судьи), 1999 (главный судья)
- Высший дивизион России: 2001 (главный судья)
- Судил на 1-х Всемирных юношеских играх (1998), отборочных матчах чемпионата Европы до 17 и 19 лет, Кубке чемпионов Содружества.

## Достижения
- Лучший футбольный судья в России: 2009 (по мнению сайта http://www.championat.ru)[6]